# 林頓 (印第安納州)
林頓（英語：Linton）是一個位於美國印地安納州格林縣的城市。

## 人口
根據2010年美國人口普查的數據，林頓的面積為8.29平方千米，當中陸地面積為8.29平方千米，而水域面積為0.00平方千米。當地共有人口5,413人，而人口密度為每平方千米652.96人。